# Vampyr (videojuego)
Vampyr es un videojuego de rol de acción desarrollado por Dontnod Entertainment y publicado por Focus Home Interactive. Fue lanzado para PlayStation 4, Xbox One y Microsoft Windows el 5 de junio de 2018. La trama se refiere a cómo Jonathan Reid, un médico que se ha convertido en un vampiro, llega a un acuerdo con su condición de no-muerto mientras le divide el juramento hipocrático y su naturaleza sangrienta recién descubierta.
Mientras que algunas batallas de jefe son obligatorias, la mayoría del combate se puede evitar, y el jugador no tiene ninguna obligación de matar a inocentes para terminar el juego. Las opciones de diálogo se utilizan para la conversación y la caza de presas para alimentarse, que repone la fuerza y los niveles hasta el carácter de plomo. Las armas y las habilidades sobrenaturales se emplean mientras luchan contra los enemigos. Ambientado durante la pandemia de gripe de 1918, Londres sirve como un semi-mundo abierto compuesto por cuatro distritos, susceptibles a la destrucción basada en las acciones del jugador. Sus opciones también determinan cuál de los cuatro finales se reciben.
Para comprender el trasfondo, los desarrolladores investigaron el escenario viajando a Londres y consultando libros de historia y documentales. Los visuales se hicieron con puntos de referencia ficticios y factuales en mente. Olivier Deriviere compuso la partitura original y la infundió con música industrial. El juego fue encontrado con revisiones mixtas de los críticos, que elogiaron la mecánica principal del juego, el ajuste, el desarrollo del carácter, y la interpretación de la voz, pero criticó el combate, la narrativa total, los problemas técnicos, los aspectos del sistema de opciones, y las animaciones.

## Jugabilidad
Una de las mecánicas que más ha llamado la atención de Vampyr, ha sido que solo cuenta con una ranura de guardado. Esto, obliga al jugador a jugar con mucha cautela, ya que si quieren cambiar alguna mala decisión, tendrán que volver a comenzar el juego.

## Desarrollo
El anuncio del juego se produjo mediante el lanzamiento de un tráiler, durante el E3 del año 2015. La compañía confirmó que el juego no tendría DLCs, alejándose así de una de las prácticas más habituales de la industria en los últimos tiempos. Además, esta decisión se tomó pensando en que, sí el juego tuviera éxito, preferirían centrarse en desarrollar una secuela en lugar de crear nuevo contenido adicional para Vampyr.

## Recepción

### Ventas
Dontnod Entertainment anunció que Vampyr en su primer mes en el mercado consiguió vender 450.000 copias entre todas las plataformas. Además de ser unas cifras increíbles, representan que el título consiguió prácticamente cumplir su objetivo en su primer mes, que se establecía en conseguir vender 500.000 unidades para comenzar a ser rentable.